# Province d'Ica
La province d'Ica (en espagnol : Provincia de Ica) est l'une des cinq provinces de la région d'Ica, au Pérou. Son chef-lieu est la ville d'Ica, qui est également la capitale de la région.

## Géographie
Située au centre de la région, la province d'Ica couvre une superficie de 7 894,25 km2. Elle est bordée au nord par la province de Pisco, à l'est par la région de Huancavelica et la province de Palpa, au sud par la province de Nazca et à l'ouest par l'océan Pacifique.

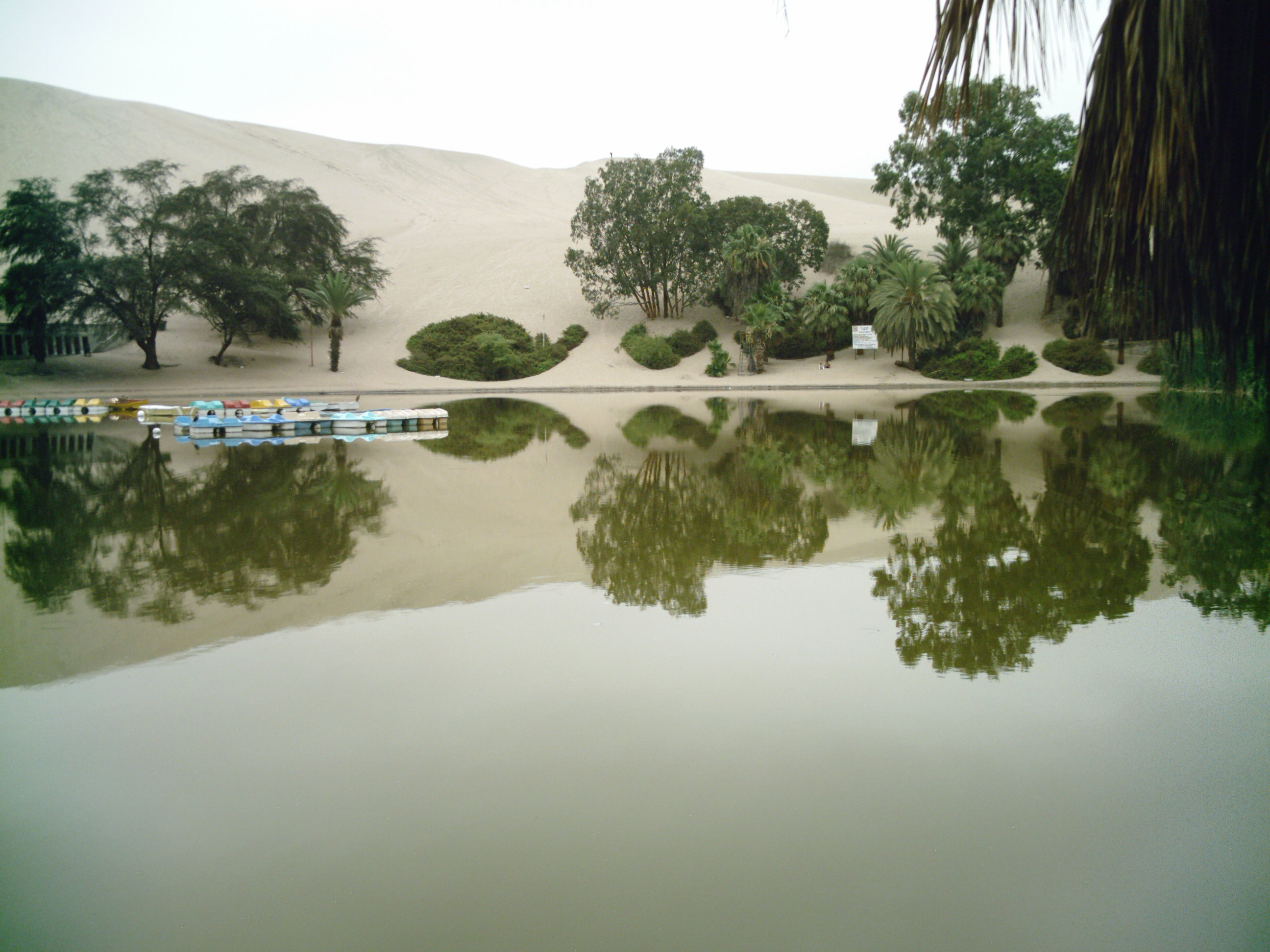
Lagune Huacachina, Ica

## Population
La province comptait 349 036 habitants en 2012.

## Subdivisions
La province est divisée en 14 districts :
- Ica
- La Tinguiña
- Los Aquijes
- Ocucaje
- Pachacute
- Parcona
- Pueblo Nuevo
- Salas
- San José de los Molinos
- San Juan Bautista
- Santiago
- Subtanjalla
- Tate
- Yauca del Rosario